# Here I Am / New Album Playlist
Pour les articles homonymes, voir Here I Am.
Singles de Globe
Get It on Now (...)
(2002)
Here I Am / New Album Playlist est le titre du 30e single du groupe Globe, contenant la chanson Here I Am et des extraits du prochain album d'alors, sorti en 2005.

## Présentation
Le single, écrit, composé et produit par Tetsuya Komuro, sort le 29 juin 2005 au Japon sur le label Avex Globe de la compagnie Avex, plus de deux ans après le précédent single du groupe, Get It on Now (Feat. Keiko). 
Le groupe était en pause depuis deux ans, et est réactivé à l'occasion de son dixième anniversaire, mais sans Yoshiki, ancien leader du groupe de rock X-Japan, qui avait participé aux deux précédents singles (et à un album) dans le cadre du projet temporaire "Globe Extreme" en tant que quatuor.
Le single atteint la 9e place du classement des ventes de l'Oricon, et reste classé pendant six semaines. Il restera le dernier single du groupe, et l'un des moins vendus. Il marque pourtant l'arrêt de l'expérimentation musical du groupe dans la musique électronique trance débutée en 2001, et son retour vers le style pop-rock qui avait fait son succès dans les années 1990.
Le single ne contient qu'une chanson complète, Here I Am, utilisée comme deuxième générique d'ouverture de la série anime adaptée du manga Blackjack ; elle figure en deux versions, dont une version raccourcie ("Radio Edit") pour la diffusion en radio. 
Le single contient aussi trois courts extraits de trois chansons destinées à figurer sur le prochain album du groupe (présentés comme la "playlist du nouvel album" citée dans le titre) : Love Goes on, Lost, et Judgement. Les versions complètes de ces trois chansons et la version originale de Here I Am figureront donc sur le neuvième album original du groupe, Globe 2 Pop/Rock, qui sortira un mois et demi plus tard ; Here I Am figurera aussi par la suite sur sa compilation Complete Best Vol.1 de 2007.

## Liste des titres
Les chansons sont écrites, composées, arrangées et mixées par Tetsuya Komuro (paroles de rap par Marc ; mixées avec Dave ford).
| CD    | CD                           | CD    | CD | CD | CD | CD | CD | CD | CD |
| No    | Titre                        | Durée |    |    |    |    |    |    |    |
| ----- | ---------------------------- | ----- | -- | -- | -- | -- | -- | -- | -- |
| 1.    | Here I Am (Radio Edit)       | 4:01  |    |    |    |    |    |    |    |
| 2.    | Here I Am (Original Mix)     | 6:12  |    |    |    |    |    |    |    |
| 3.    | Love Goes On (Album Preview) | 1:27  |    |    |    |    |    |    |    |
| 4.    | Lost (Album Preview)         | 1:29  |    |    |    |    |    |    |    |
| 5.    | Judgement (Album Preview)    | 1:26  |    |    |    |    |    |    |    |
| 14:35 |                              |       |    |    |    |    |    |    |    |